# بيتر أدولف كارستن
بيتر أدولف كارستن (بالفنلندية: Petter Adolf Karsten)‏ هو عالم نبات وأحيائي فنلندي، ولد في 16 فبراير 1834 في Merimasku ‏ في فنلندا، وتوفي في 22 مارس 1917 في Forssa ‏ في فنلندا.